# Dolenja vas, Ribnica

Lega kraja v Atlasu okolja

Dolenja vas je gručasto naselje in krajevna skupnost v Občini Ribnica. Nahaja se v južnem delu Ribniškega polja na desnem bregu reke Ribnice, ki kilometer naprej ponikne v rupe pri kapeli sv. Marjete. Glavna cesta Škofljica - Kočevje obide naselje na vzhodu.
Jedro naselja ima ulično zasnovo. Na zahodu se naslanja na nizko vzpetino Hrib (532 m), kjer se nahaja župnijska cerkev svetega Roka zgrajena v prvi polovici 19. stoletja.
V naselju stoji podružnična šola dr. Franceta Prešerna, v kateri poteka pouk od 1. do 5. razreda devetletne šole.

## Zgodovina
Kraj je bil nekdaj znan po lončarstvu, ta obrt se danes ohranja z izdelovanjem spominkov.

## Društva v Dolenji vasi
V vasi Športno društvo Lončar vsako prvo julijsko soboto od leta 2002 organizira Tek po Lončariji, ki šteje za Dolenjski in Slovenski pokal. Prvega maja ŠD Lončar organizira vaški turnir v nogometu, v maju pa se podajo na pohod proti Belim stenam. Novost od zime 2012/2013 je urejena proga za tek na smučeh, od aprila 2013 pa Rekreativna tekaška liga, ki poteka po poljskih poteh v Dolenji vasi.
Prostovoljno gasilsko društvo Dolenja vas šteje preko 140 članov. V svojem voznem parku imajo gasilsko cisterno GVC 24/50, kombi Fiat Ducato GVM-1 ter motorno brizgalno. Leta 2012 je društvo praznovalo 140. obletnico delovanja, na slovesni prireditvi je bil v uporabo predan nov kombi za prevoz moštva Fiat Ducato.
Mladinsko društvo Okameneli svatje v vasi deluje od leta 2006. Društvo vsakoletno decembra prireja Predbožično rajanje (23. in 24. 12.), ki je predvsem druženju in ima tudi kulturno vsebino. Predvsem pa ŠD Lončar in MD Okameneli svatje skrbijo za lepšo podobo Dolenje vasi v prazničnih dneh.